# Tito Silio
Tito Silio (in latino Titus Silius; fl. I secolo a.C.) è stato un ufficiale romano, uno degli ufficiali dell'esercito di Gaio Giulio Cesare in Gallia che militava nella legione comandata da Publio Licinio Crasso tra il 57 e il 56 a.C..
Dopo la sottomissione dei popoli che vivevano nell'attuale Bretagna, Crasso acquartierò per l'inverno la settima legione nel paese degli Andi, che vivevano nei pressi dell'Oceano. Dato che in quella zona c'era poco frumento, Crasso inviò nelle città limitrofe molti prefetti e tribuni militari a cercar viveri, tra cui Tito Terrasidio presso gli Esuvi, Marco Trebio Gallo presso i Coriosoliti, Quinto Velanio e Tito Silio presso i Veneti. Su esempio di questi ultimi, che avevano preso in ostaggio Velanio e Silio pensando di poterli scambiare con gli ostaggi che avevano dato a Crasso, anche gli altri popoli sequestrarono Terrasidio e Trebio Gallo. Questi quattro ufficiali, di rango equestre, sono menzionati solo in quest'occasione.